# Траистени (Прахова)
Траистени (рум. Trăisteni) насеље је у Румунији у округу Прахова у општини Ваља Дофтанеј. Oпштина се налази на надморској висини од 793 m.

## Становништво
Према подацима из 2002. године у насељу је живело 2588 становника, од којих су сви румунске националности.